# Francesco Maria da Camporosso
San Francesco Maria da Camporosso, al secolo Giovanni Croese (Camporosso, 27 dicembre 1804 – Genova, 17 settembre 1866), è stato un religioso italiano, appartenente all'ordine dei frati minori cappuccini. Fu proclamato santo da papa Giovanni XXIII nel 1962.

## Biografia
San Francesco Maria nacque da Anselmo Croese e da Maria Antonia Garzo nel paesino di Camporosso ubicato nella riviera ligure di Ponente, oggi provincia di Imperia.
Da ragazzo fu d'aiuto al padre nella cura del loro piccolo gregge e nel faticoso lavoro di contadino.
Nel 1816 prese la prima comunione. Colpito da malattia fu portato dai genitori al santuario della Madonna di Laghet presso La Trinité (Alpi Marittime) e guarì.

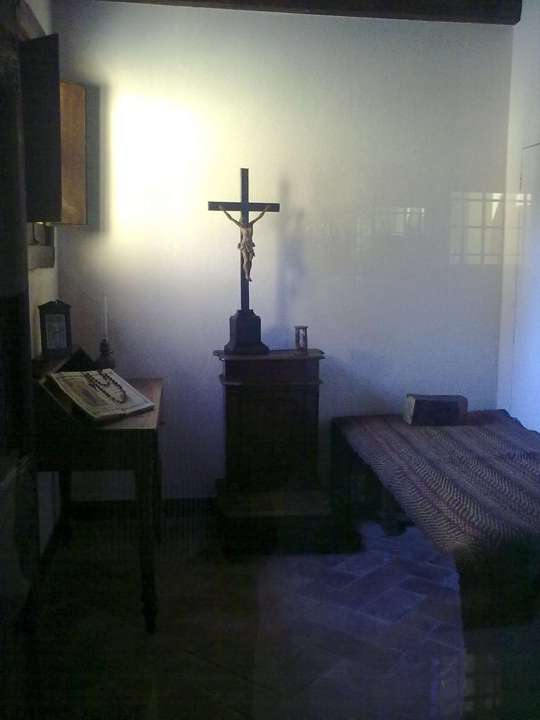
La cella del Padre Santo ricostruita (2009) a fianco della sua cappella nella chiesa della Santissima Concezione a Genova

Sin da giovane frequentò i francescani, e il 14 ottobre 1822 si fece terziario, con il nome di frate Antonio, nel convento dei frati minori conventuali di Sestri Ponente.
Insoddisfatto di questa scelta, nell'autunno del 1824 fuggì a Voltri, dove, con il nuovo nome di fra Francesco Maria, rimase quasi tre anni come postulante.
Si distinse per il suo spirito di carità fino a dare ai poveri il proprio cibo, contentandosi per sé degli avanzi che trovava. Egli non era nuovo a tali gesti; infatti, quando era molto piccolo, durante un viaggio con suo padre, aveva regalato a un suo coetaneo povero il vestitino nuovo appena acquistato.
Nel 1825 iniziò l'anno di noviziato presso il convento cappuccino di S. Barnaba in Genova come fratello laico e il 17 dicembre compì la vestizione; esattamente un anno dopo emise la professione religiosa.
I superiori del convento, nonostante la giovane età, lo destinarono subito alla casa principale della Provincia, presso il convento della SS. Concezione di Genova, dove svolse l'attività di questuante dopo aver dato aiuto in cucina e in infermeria.
Iniziò quest'uffizio nel 1831, come aiutante questuante "di campagna" per la vallata del Bisagno. Nel 1834 gli fu affidata la "questua di città" e nel 1840 assunse l'incarico di "capo-sportella", ossia responsabile di tutti i fratelli questuanti.
Rimase presso il convento della Santissima Concezione di Genova dal 1827 sino alla morte.
Le sue doti di altruismo gli permisero di intervenire, con aiuti tempestivi e continui, a sostegno delle famiglie in difficoltà, particolarmente quelle dei marinai e degli emigrati in America, guadagnandogli l'appellativo di Padre Santo. Estremamente rigido con se stesso, si infliggeva penitenza: dormiva su nude assi; si accontentava solo di tozzi di pane inzuppati in acqua calda; vestiva abiti rozzi e rattoppati; lo si vedeva sempre a piedi nudi, in convento come per le vie della città.
Morì nel 1866, durante un'epidemia di colera scoppiata nell'agosto di quell'anno, che lo vide in continua fervida preghiera a favore dei bisognosi per alleviarne le pene.

## Il culto

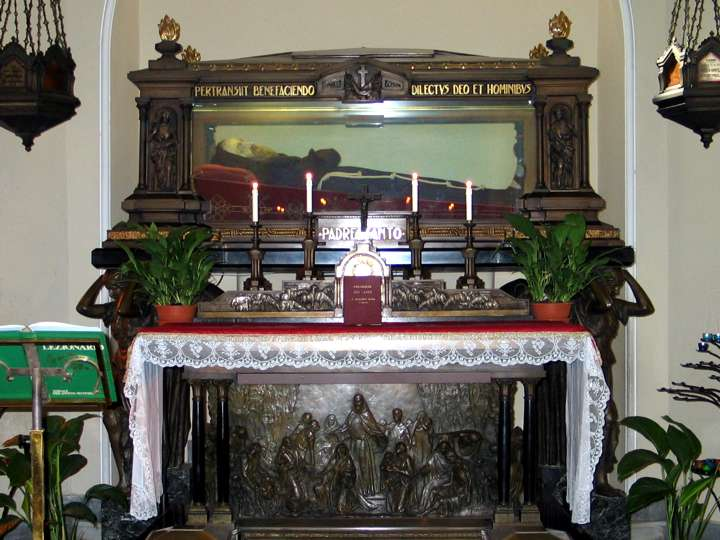
L'urna con il corpo di San Francesco Maria da Camporosso, chiesa della Santissima Concezione a Genova.

Dopo la morte i fedeli continuarono a ricorrere a lui con devozione filiale e furono molte le dichiarazioni di grazie e miracoli attribuite alla sua intercessione.
Nel 1911 le sue spoglie vennero traslate dal cimitero di Staglieno al complesso conventuale della Santissima Concezione, in cui aveva trascorso la sua vita e dove tuttora riposa, esposto alla venerazione dei fedeli, in una cappella adiacente alla chiesa.
La causa di beatificazione fu introdotta il 9 agosto 1896 e completata il 30 giugno 1929 da papa Pio XI.
Durante la seconda guerra mondiale, il corpo del beato fu traslato dalla chiesa della Santissima Concezione di Genova al convento dei cappuccini di Voltaggio a causa dei bombardamenti che avevano colpito la città. Al termine del conflitto, il corpo del beato fu riportato a Genova da Voltaggio con una solenne processione guidata da padre Umile Bonzi, durante la quale l'urna fu esposta alla venerazione dei fedeli nella chiesa dei cappuccini di Pontedecimo. Il giorno 5 luglio 1945, Teresa Guido, operaia ventottenne figlia della custode di villa Morasso a Cesino, avrebbe dovuto subire un intervento chirurgico per amputare un dito gravemente danneggiato e ormai in gangrena in seguito ad un infortunio sul lavoro. Tuttavia, all’ultimo momento, ella si rifiutò di procedere con l’amputazione e si recò a pregare presso il corpo del beato, ponendo la mano ferita e fasciata sull’urna. La guarigione immediata e definitiva, dichiarata inspiegabile dai medici e certificata come miracolo nel successivo processo canonico, portò alla canonizzazione del Padre Santo ad opera di papa Giovanni XXIII il 9 dicembre 1962.
Il calendario dell'Ordine dei frati minori cappuccini onora la memoria di San Francesco Maria da Camporosso il 19 settembre.

## L'iconografia
L'iconografia popolare lo ritrae alto, magro, austero, con la sporta per le elemosine, a volte accompagnato da un fanciullo con la cassetta delle offerte.
Sono molte le immagini del santo rappresentate da pittori e scultori di fama, tra queste spiccano il volto del Padre Santo in una incisione su rame del pittore Antonio Frixione realizzata quando fra Francesco era ancora in vita, la sua figura intera nella litografia del pittore e decoratore Eligio Pintore, e altre opere postume di noti pittori a partire da Mattia Traverso fino a Walter Kemmler. Tra le opere di scultura è da ricordare il monumento cittadino al Padre Santo nella zona del porto, opera di Guido Galletti.

## Il museo
Nel 2008, con la ristrutturazione della cappella del Padre Santo, alla sua sinistra, è stato anche riqualificato il locale del museo. Esso ospita la ricostruzione della sua cella, con pezzi originali del Convento di Voltri dove Francesco Maria soggiornò nel 1824, e alcune vetrine che, con oggetti ed immagini, ce ne raccontano la vita, le opere e la devozione della gente, dall'infanzia, alla canonizzazione, fino ai giorni nostri con i tantissimi ex voto di ringraziamento esposti.